# S/2006 S 1
S/2006 S 1 — нерегулярный спутник планеты Сатурн с обратным орбитальным обращением.

## История открытия
S/2006 S 1 был открыт в серии наблюдений, начиная с 4 января 2006 года.
Сообщение об открытии сделано 30 июня 2006 года.